# Albizia pistaciifolia
'Albizia pistaciifolia é uma espécie vegetal da família Fabaceae.
Pode ser encontrada nos seguintes países: Colômbia, Equador e Venezuela.